# توربيورن بيرسون
توربيورن بيرسون (بالسويدية: Torbjörn Persson)‏ (14 يناير 1960 بهلسينغبورغ في السويد - ) هو لاعب كرة قدم سويدي في مركز الدفاع. شارك مع منتخب السويد لكرة القدم. أما مع النوادي، فقد لعب مع نادي مالمو وHögaborgs BK ‏.

## وصلات خارجية
- توربيورن بيرسون على موقع قاعدة بيانات كرة القدم.إي يو (الإنجليزية)